# Bier Point
Der Bier Point ist eine Landspitze im ostantarktischen Viktorialand. Er ragt 11 km nordöstlich des Mount Queensland in die Westflanke des Campbell-Gletschers.
Der United States Geological Survey kartierte ihn durch Vermessungsarbeiten und mithilfe von Luftaufnahmen der United States Navy zwischen 1955 und 1963. Das Advisory Committee on Antarctic Names benannte ihn 1968 nach dem US-amerikanischen Biologen Jeffrey W. Bier (1942–2011), der 1966 auf der McMurdo-Station tätig war.